# Tipaza
 (novembre 2010).
Si vous disposez d'ouvrages ou d'articles de référence ou si vous connaissez des sites web de qualité traitant du thème abordé ici, merci de compléter l'article en donnant les références utiles à sa vérifiabilité et en les liant à la section « Notes et références ».
Tipaza (en arabe : تيبازة tibaza, en berbère : ⵜⵉⴼⵣⵣⴰ) est une ville algérienne côtière et une commune de la wilaya de Tipaza dont elle est le chef-lieu. Elle est située à 61 km à l'ouest d'Alger.
Tipaza est à l’origine une fondation punique en Afrique du Nord. Comme toutes les villes du bassin méditerranéen, elle a été conquise par les Romains et faisait partie de la province romaine de Maurétanie-Césarienne.
La présence de la mer et des reliefs du Chenoua et du Dahra donne un paysage particulier présentant un intérêt touristique. De nombreux vestiges puniques, romains, chrétiens et africains attestent de la richesse de l'histoire de cette ville.

## Géographie

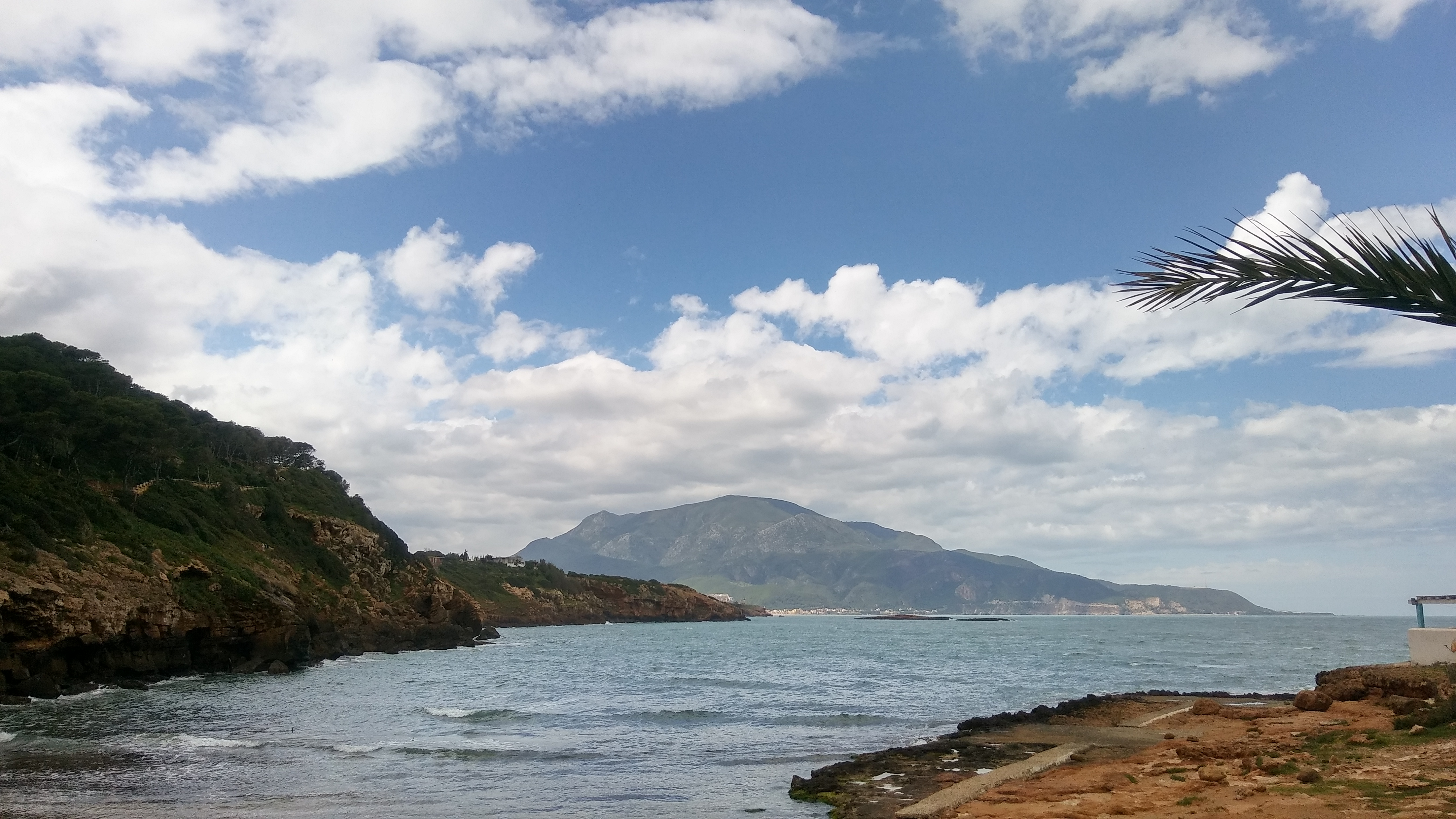
Port de Tipaza.

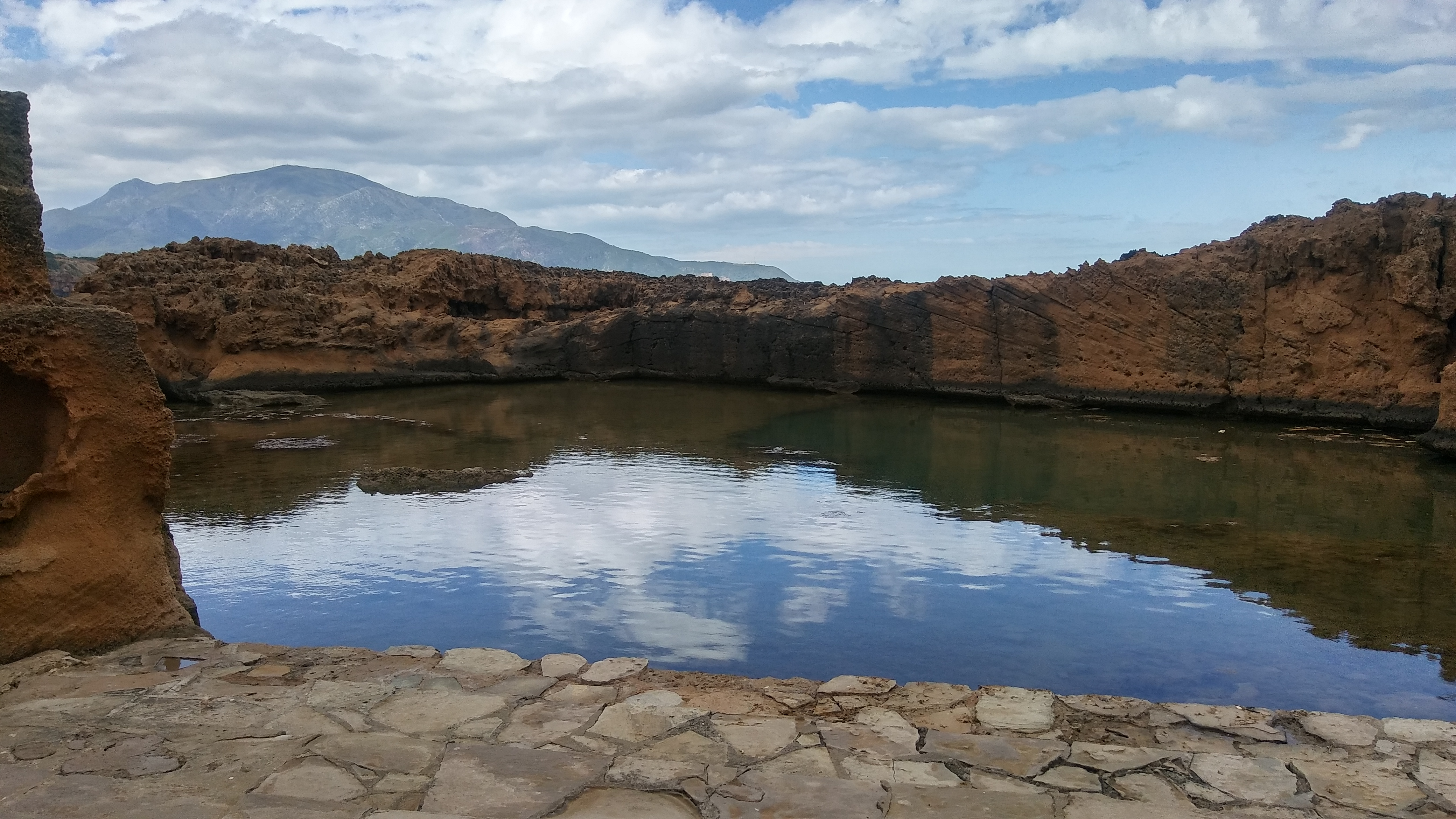
Corne d'Or.

### Situation
Le territoire de la commune se situe au nord de la wilaya de Tipaza.
| Cherchell | Mer Méditerranée | Mer Méditerranée |
| Nador     | Tipaza           | Aïn Tagourait    |
| Nador     | Hadjout          | Sidi Rached      |

### Routes
La commune de Tipaza est desservie par plusieurs routes nationales :
- Route nationale 11: RN11 (Route d'Oran).

### Localités de la commune
À sa création en 1984, la commune de Tipaza a réuni les domaines et localités suivants :
- Douar Hadid
- Belj
- Benaouda
- Chenoua Plage
- Domaine de Benkheira (en partie)
- Domaine de Si Tayeb
- Domaines de Belloundja Rabta, Abelhak, Ezzouaoui, Esserhane, Si Djillali Berkane
- Ettouil
- Guebli
- Mansour
- Oued Merzoug
- Ouzakou
- Tikarouchine
- Tipaza Esserhane

## Histoire

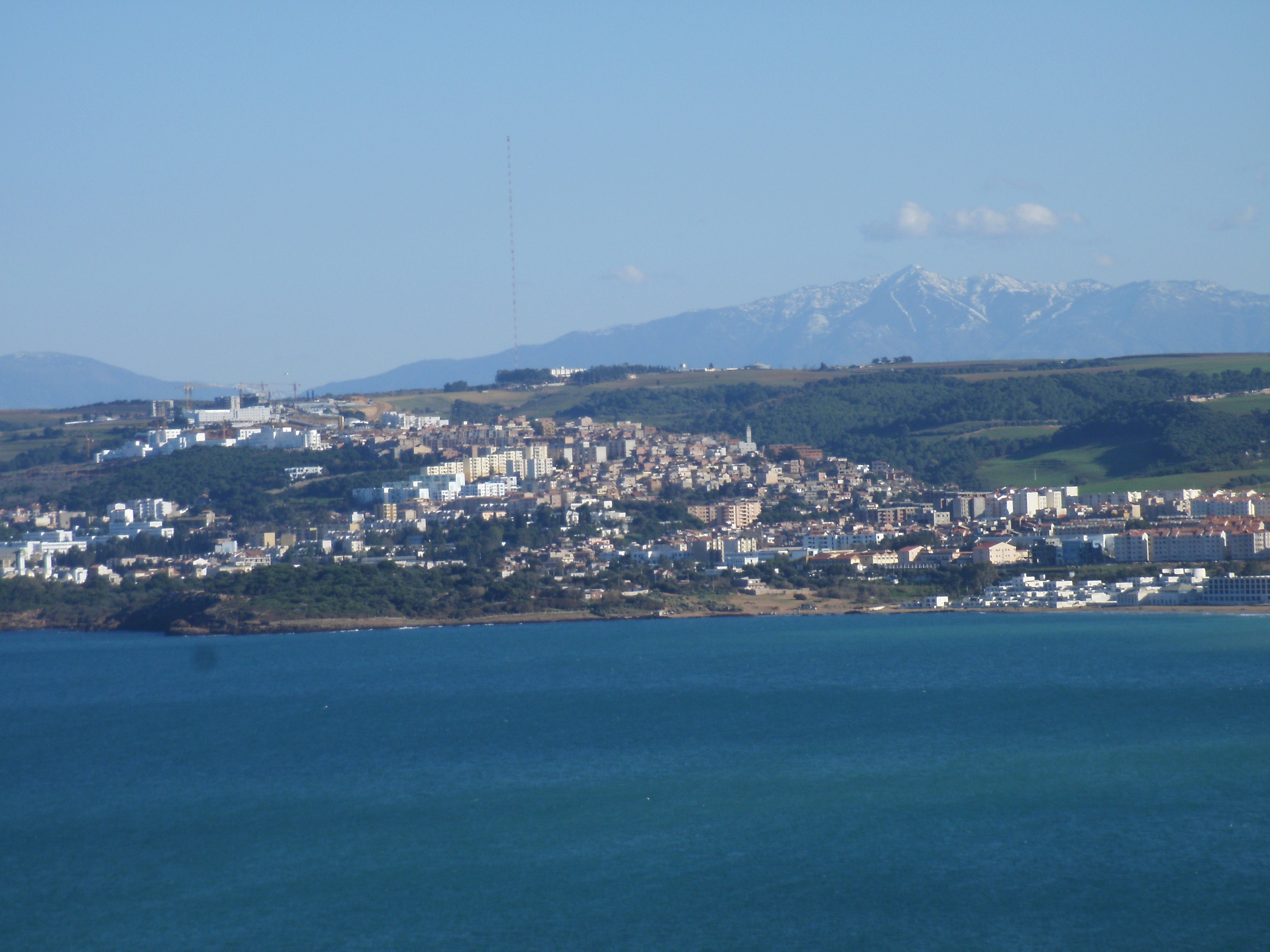
Tipaza vue du Chenoua.

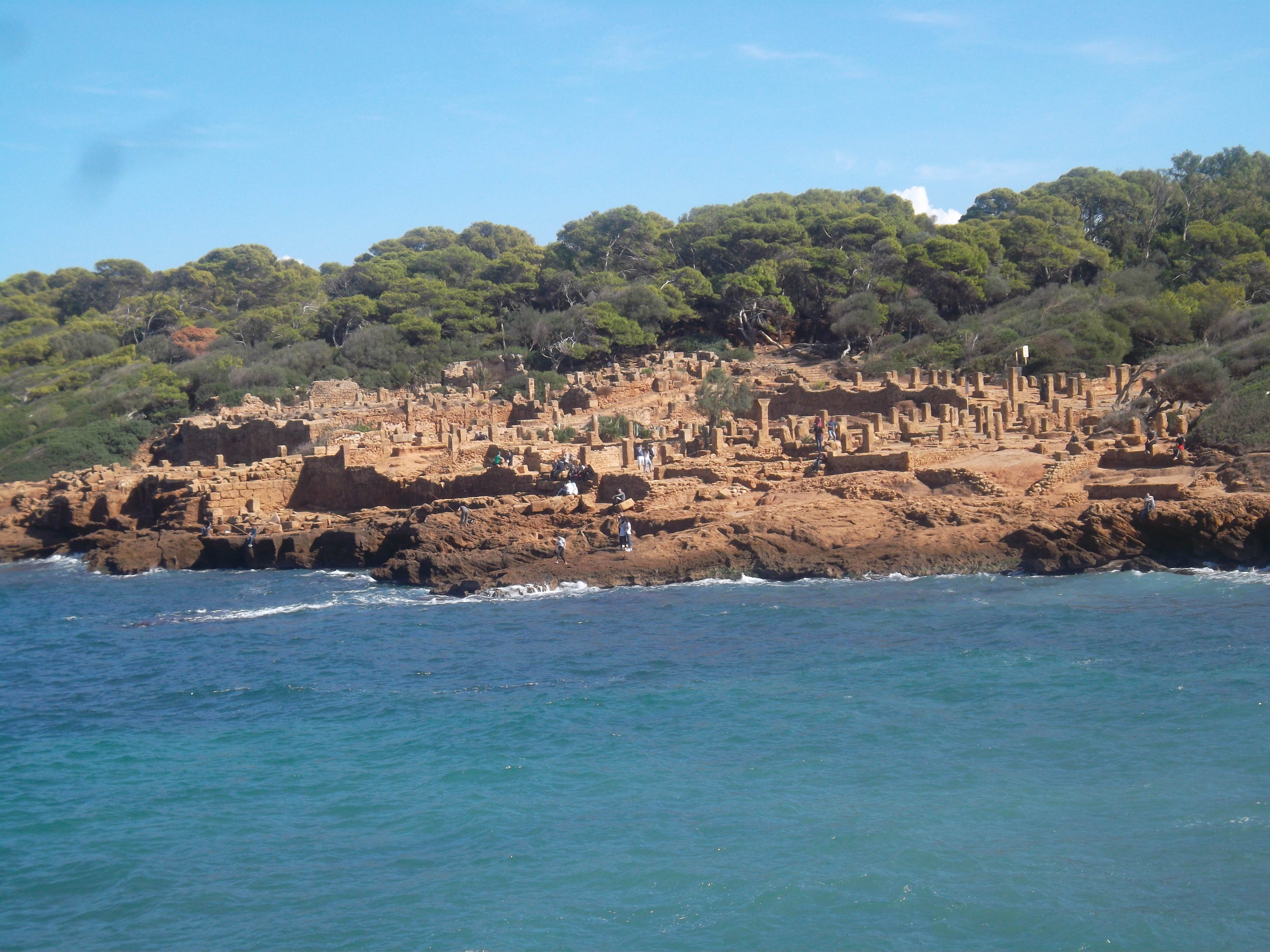
Vue de site archéologique datant de la période romaine.

Les Phéniciens ont fondé à cet emplacement, vers le Ve siècle av. J.-C.,  un comptoir d’où la ville tire son nom (« lieu de passage » ou « escale »)
L’établissement s’est développé sous le règne du roi numide Juba II. Il est devenu Caesaria (l’actuelle Cherchell) l'un des foyers de la culture gréco-romaine en Afrique du Nord. Située dans l'aire d'influence de Carthage, Tipasa était alors une ville punique typique. À la fin de la troisième guerre punique et le siège de Carthage en 146 av. J.-C., Rome a annexé la Maurétanie.
Sous l'empereur romain Claude Ier, en 39, Tipasa prend le statut de municipe latin et se dote d'une muraille longue de plus de deux kilomètres. Hadrien éleva par la suite Tipasa au rang de colonie honoraire. À la fin du IIe siècle, la ville connaît son apogée avec une population qui s'élève, selon les estimations de Stéphane Gsell, à 20 000 habitants.

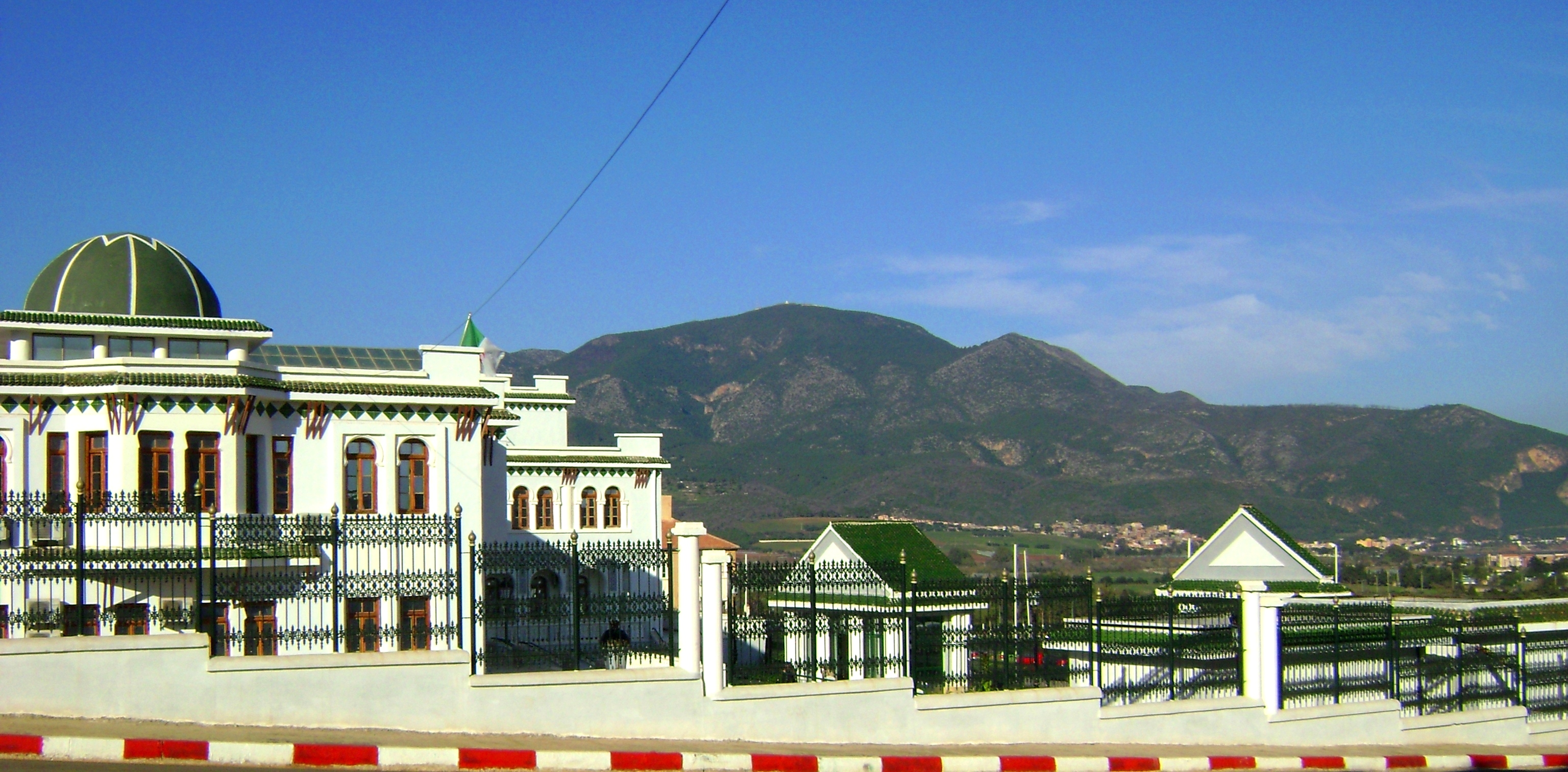
La mairie de Tipaza.

Au IIe siècle, cette cité romanisée s’agrandit vers l’ouest aux dépens d’une ancienne nécropole punique. Bien qu’elle fût entourée d’une longue muraille de 2 km, cela n’a pas empêché sa destruction en l’an 430 par les Vandales menés par Genséric.
Tipasa a, en tant que port, une importance moindre que Caesarea. Son trafic maritime étant réduit au cabotage. Le site archéologique de Tipasa contient divers vestiges, dont les restes d'une basilique. Son théâtre avait une taille honorable.

## Population et Langages
La région est peuplée de Berbères Chenouis, ils parlent le Chenoui, une variante du berbère très proche du Chaoui et encore plus proche voir presque identique du Rifain dont les trois dialectes étant d'origines Zénète. La population Chenoui encore berbérophone est estimée aujourd'hui à un peu plus de 150 000 habitants. En termes de coutumes, artisanat et vêtements les Chenouis sont proches des Kabyles.
Autrefois, le berbère était parlé dans toute la Dahra, notamment plus à l'ouest jusque dans les territoires de Zerrifa et Achaacha de la wilaya de Mostaganem et s'étendait ainsi de même de l'autre côté de la rivière du Chéliff, dans l'Ouarsenis, son recul notoire est principalement dû à la conquête française et les changements sociaux qui l'accompagnèrent.

## Patrimoine

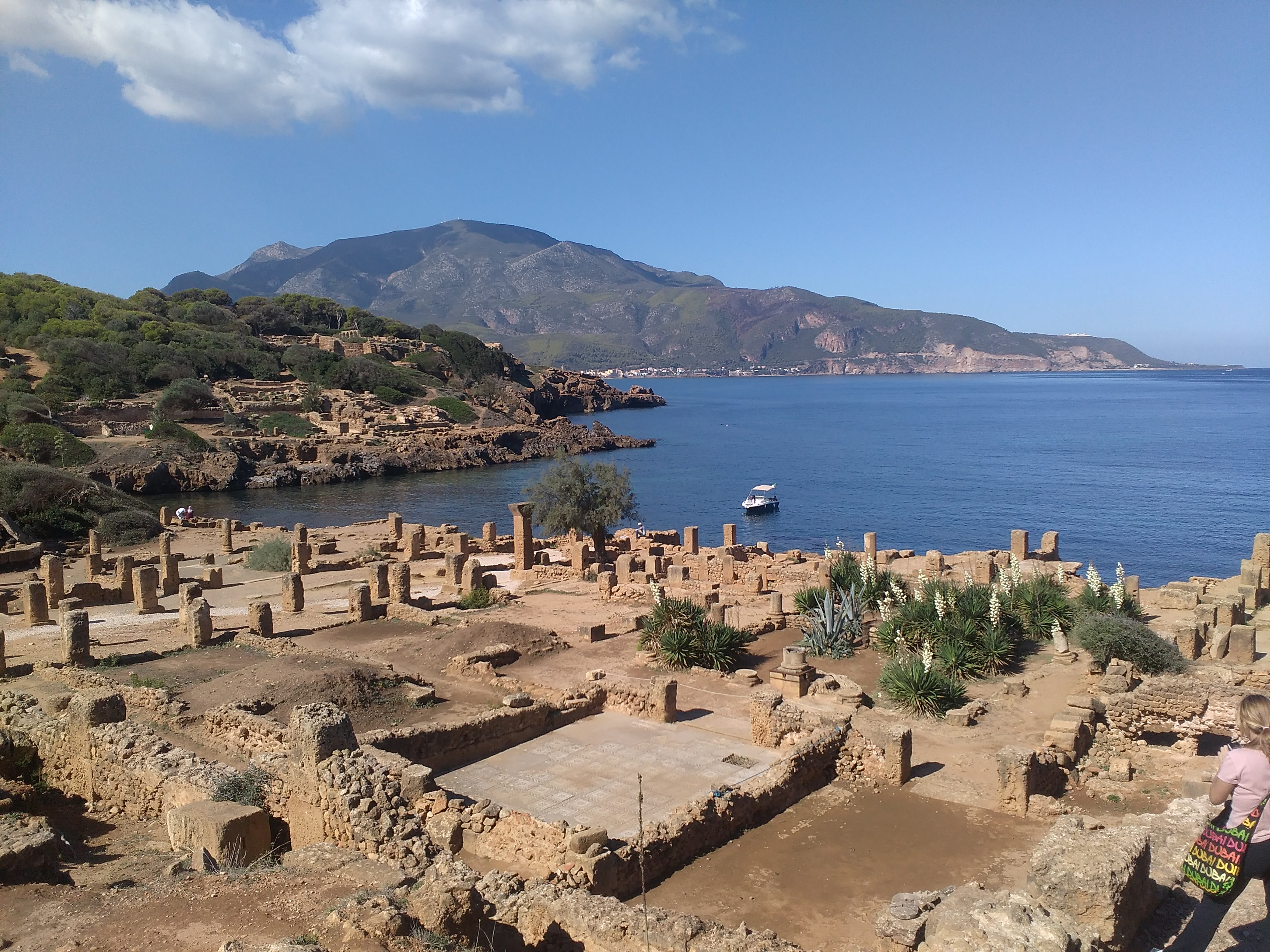
Ruines romaines de Tipaza.

À l'inverse de Timgad et Djémila, dont les ruines apparaissent compactes et facilement lisibles, Tipasa présente un site éclaté : tout n'a pas été dégagé et une bonne partie de la ville, explorée en 1891 par Stéphane Gsell, est encore sous les sédiments.
En l'état actuel, les ruines forment deux grands ensembles. Le premier, situé en dehors des murs, à l'entrée de la ville actuelle, à droite de la route qui vient d'Alger, correspond à une grande nécropole avec la Basilique Sainte-Salsa. Le second, c'est le parc archéologique, situé à la sortie ouest de la ville moderne, qui regroupe la majorité des monuments mis au jour.
Entre les deux, près du port, le musée.

## Infrastructures
L'émetteur de Tipaza est un émetteur grandes ondes qui transmet sur la fréquence 252 kHz un programme en langue française en direction de l'Europe. Cette émission peut être très bien reçue la nuit, en Europe.

## Personnalités liées à la commune
- Kader Klouchi, athlète et artiste français né le 1er juin 1969 à Tipaza.
- Amel Zen (Ibdouzen), compositrice, parolière et chanteuse née le 28 mai 1985 à Tipaza.